# Клиника за инфективне и тропске болести „Проф. др Коста Тодоровић”
Клиника за инфективне и тропске болести „Проф. др Коста Тодоровић” здравствена је установа за лечење оболелих од инфективних болести или особа сумњивих на инфекцију. Налази се у Београду, основана је 1926. године и од тада функционише самостално, а послује у оквиру Универзитетског клиничког центра Србије.

## Опште информације
Клиника за инфективне и тропске болести Клиничког центра Србије је једна од установа ове врсте у земљи која ради 24 сата, сваког дана током целе године и бави се лечењем оболелих од инфективних болести или особа сумњивих на инфекцију. Налази се на адреси Булевар ослобођења]] 16 у општини Савски венац у Београду.
Ова здравствена установа основана је одлуком 3599. од 25. јула 1926. године и од тада функционише као самостална стручно — образовна институција. Клиника послује у саставу Клиничког центра Србије. Референтна је установа за област инфектологије у стручном и научно — истраживачком раду за целу Србију. Клиника је ушла у састав Клиничког Центра Србије међу првима, након његовог оснивања.
Клиника се састоји од 3 павиљона, а четврти је у изградњи од 2020. године. Носи име по Кости Тодоровићу, српском лекару инфектологу, професору Медицинског факултета у Београду и академику САНУ.

## Састав клинике
Клиника у свом саставу има :
- Поликлиничко – пријемно одељење
- Хепатолошку амбуланту
- Одељење хепатитиса I
- Одељење хепатитиса II
- Одељење за ХИВ и АИДС
- Одељење за гастроентерологију са ендоскопијом и ЕХО кабинетом
- Одељење за инфекције нервног система
- Одељење за интензивну негу и реанимацију
- Одељење за клиничку фармакотерапију
- Одељење за осипне грознице и респираторне инфекције
- Одељење за нејасна фебрилна стања, тропске болести и изолацију